# Johannes Bengtsson i Bjärnalt
Johannes Bengtsson, född 27 oktober 1844 i Torups socken, Hallands län, död där 15 juli 1927, svensk lantbrukare och riksdagspolitiker för Lantmannapartiet (högerman).
Bengtsson var lantbrukare och nämndeman i Bjärnalt, Torup socken i Halland. Han var även politiker och tillhörde riksdagens andra kammare 1897-1911 som representerant för Halmstads och Tönnersjö härad. Han var också ordförande i kommunalstämman i Torups landskommun samt landstingsman för Hallands landsting 1887-1908 och 1910-1918.
Han var far till jordbruksministern och ledamoten av riksdagens första kammare Johan Bernhard Johansson.